# Rue Esclangon
La rue Esclangon est une voie du 18e arrondissement de Paris, en France.

## Situation et accès
La rue Esclangon est une voie publique située dans le 18e arrondissement de Paris. Elle débute au 102, rue du Ruisseau et se termine au 47, rue Letort.
L’extrémité Est de la rue jouxte le square Sainte-Hélène.

## Origine du nom

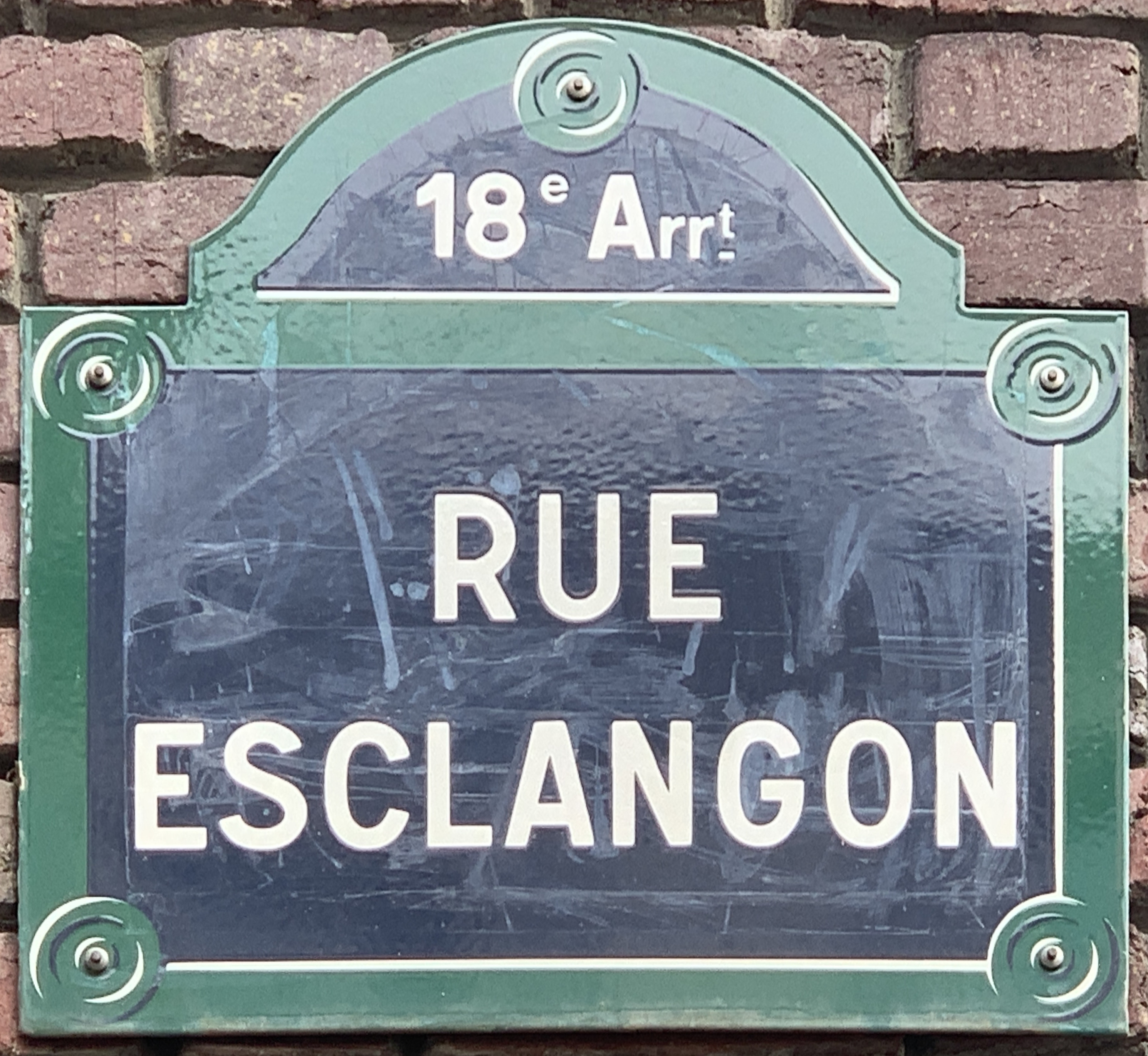
Plaque de la rue.

Elle porte le nom de l'astronome français Ernest Esclangon (1876-1954) qui fut directeur de l'Observatoire de Paris de 1929 à 1945 et créateur de l'horloge parlante.

## Historique
Cette voie qui a porté initialement le nom de passage Hérisson, en raison d'une enseigne à l'Hérisson est devenue en 1906 le passage Ornano qui a été classé dans la voirie parisienne par un arrêté du 5 janvier 1939.
La voie a pris sa dénomination actuelle par un arrêté du 22 juin 1965.